# История абдеритов
«История абдеритов» (нем. Die Abderiten) — сатирический роман немецкого писателя Кристофа Мартина Виланда, впервые опубликованный в 1774—1780 годах.

## Сюжет
Действие романа происходит в древнегреческом городе Абдеры. Абдеры считались захолустьем, а их граждане слыли наивными простаками, так что их имя стало нарицательным. Виланд изображает жителей этого города как воплощение глупости и невежества: абдериты отвергают истинное искусство и науку, смеются над мудрецом Демокритом и ведут свою родину к гибели.

## Восприятие
«История абдеритов» стала одной из самых популярных книг Виланда (наряду с романом «Агатон» и поэмой «Оберон»). Её высоко ценили Гёте, Гейне, Готфрид Келлер. Был создан ряд инсценировок романа, в том числе радиопьеса Фридриха Дюрренматта «Процесс из-за тени осла (по Виланду, но не очень)».